# Félix de la Fuente Boada
Félix de la Fuente Boada (Santander, junio de 1928 - Madrid, 23 de enero de 2013), profesor mercantil, empresario y político cántabro
Fue diputado para Alianza Popular por la circunscripción electoral de Cantabria en las Elecciones generales de España de 1982.